# Bree Olson
Rachel Marie Oberlin (Houston, Texas; 7 de octubre de 1986), más conocida como Bree Olson, es una actriz de cine, actriz pornográfica y modelo erótica estadounidense retirada. Fue la ganadora del concurso Twistys Treat of the Year de 2009, y la ganadora del concurso Miss FreeOnes en 2010.

## Primeros años
Rachel Marie Oberlin nació el 7 de octubre de 1986 en Houston, Texas. Los abuelos maternos de Rachel eran ucranianos que emigraron a Texas, y posteriormente a Fort Wayne, Indiana, cuando ella tenía dos años. Antes de empezar en el cine para adultos, Bree estudió Biología, carrera que sin embargo interrumpió para trabajar como teleoperadora y empleada de una gasolinera.

## Carrera profesional

### Como actriz pornográfica

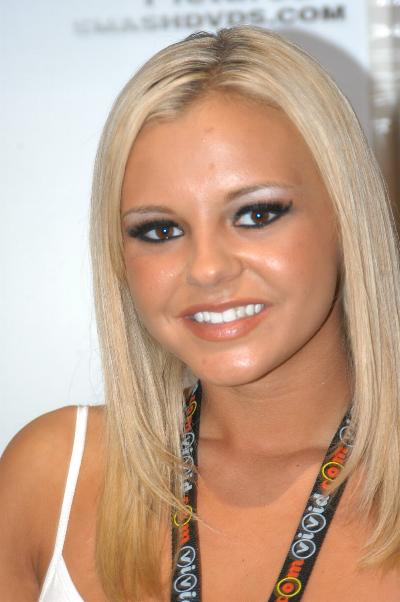
Bree Olson en la AVN Adult Entertainment Expo 2007.

En noviembre de 2006 debuta en la industria del sexo con la película Young as They Cum 21. Elige el nombre artístico de Bree Olson por la serie Full House, protagonizada por las hermanas Olsen. Su pasión ante las cámaras no tarda en abrirle la puerta de los grandes estudios. Así, en 2007 es fichada por la compañía Adam & Eve.
En marzo de 2008 es elegida Penthouse Pets del mes de la revista Penthouse. Ese mismo año aparece en la portada de la revista Hustler.
En 2009 ganó el concurso Twistys Treat of the Year, arrebatándole el premio a otras grandes actrices como Anette Dawn, Ashlynn Brooke, Jessica Jaymes, Kayden Kross, Heather Vandeven, y Louise Glover, entre otras.
En agosto de 2010, tras tres años de contrato, la compañía decide no renovarla.

### Como actriz convencional
Actualmente, la joven ha encaminado su carrera artística hacia el cine más convencional, aunque, por el momento, solo ha participado en producciones de serie B, como la saga El ciempiés humano donde interpretó el rol de Daisy, la secretaria del director de la prisión en la tercera parte de la saga.
También ha participado como actriz en programas de televisión como el reality Keeping Up with the Kardashians, donde interpretaba a una niñera.
Por otro lado, también ha trabajado como modelo publicitaria y ha colaborado en el videoclip "Zoosk Girl", de Flo Rida.

## Premios y nominaciones
| Año  | Premio             | Resultado | Categoría                                             | Trabajo                                           |
| ---- | ------------------ | --------- | ----------------------------------------------------- | ------------------------------------------------- |
| 2007 | Premios F.A.M.E.   | Nominada  | Novata favorita                                       | —                                                 |
| 2007 | Premios NightMoves | Ganadora  | Mejor nueva estrella (elección del editor)            | —                                                 |
| 2007 | Premios Orgazmik   | Nominada  | Mejor intérprete femenina                             | —                                                 |
| 2008 | Premios AFWG       | Ganadora  | Estrella del año                                      | —                                                 |
| 2008 | Premios AVN        | Nominada  | Mejor actuación provocadora                           | Lex on Blondes 3                                  |
| 2008 | Premios AVN        | Ganadora  | Mejor escena de sexo anal – Video                     | Big Wet Asses 10                                  |
| 2008 | Premios AVN        | Nominada  | Mejor escena de sexo de chicas – Video                | Boundaries                                        |
| 2008 | Premios AVN        | Nominada  | Mejor escena de sexo en grupo – Video                 | DreamGirlz                                        |
| 2008 | Premios AVN        | Ganadora  | Mejor nueva estrella                                  | —                                                 |
| 2008 | Premios F.A.M.E.   | Nominada  | Estrella anal favorita                                | —                                                 |
| 2008 | Premios F.A.M.E.   | Nominada  | Estrella oral favorita                                | —                                                 |
| 2008 | Premios F.A.M.E.   | Nominada  | La chica más sucia del porno                          | —                                                 |
| 2008 | Premios F.A.M.E.   | Nominada  | Los senos favoritos                                   | —                                                 |
| 2008 | Premios F.A.M.E.   | Ganadora  | Novata favorita                                       | —                                                 |
| 2008 | Premios NightMoves | Ganadora  | Mejor intérprete femenina (elección de los fanáticos) | —                                                 |
| 2008 | Premios XBIZ       | Ganadora  | Nueva estrella del año                                | —                                                 |
| 2008 | Premios XRCO       | Ganadora  | Nueva estrella                                        | —                                                 |
| 2008 | Premios XRCO       | Ganadora  | Sueño crema                                           | —                                                 |
| 2009 | Premios AVN        | Nominada  | Mejor actriz                                          | Roller Dollz                                      |
| 2009 | Premios AVN        | Nominada  | Mejor actriz de soporte                               | Carolina Jones and the Broken Covenant            |
| 2009 | Premios AVN        | Nominada  | Mejor escena de sexo en grupo                         | Roller Dollz                                      |
| 2009 | Premios AVN        | Nominada  | Mejor escena de sexo en grupo de chicas               | Bree's Slumber Party                              |
| 2009 | Premios AVN        | Nominada  | Mejor escena de sexo en parejas de chicas             | Roller Dollz                                      |
| 2009 | Premios AVN        | Nominada  | Mejor escena de sexo en trío                          | Carolina Jones and the Broken Covenant            |
| 2009 | Premios AVN        | Ganadora  | Mejor nueva estrella web                              | breeolson.com                                     |
| 2009 | Premios F.A.M.E.   | Nominada  | El culo favorito                                      | —                                                 |
| 2009 | Premios F.A.M.E.   | Nominada  | Estrella anal favorita                                | —                                                 |
| 2009 | Premios F.A.M.E.   | Nominada  | Estrella femenina favorita                            | —                                                 |
| 2009 | Premios F.A.M.E.   | Nominada  | Estrella oral favorita                                | —                                                 |
| 2009 | Premios F.A.M.E.   | Nominada  | La chica más sucia del porno                          | —                                                 |
| 2009 | Premios F.A.M.E.   | Nominada  | Los senos favoritos                                   | —                                                 |
| 2009 | Premios Hot d'Or   | Nominada  | Mejor actriz americana                                | The Surrender of O                                |
| 2009 | Premios Hot d'Or   | Nominada  | Mejor artista femenina americana                      | —                                                 |
| 2009 | Premios NightMoves | Ganadora  | Mejor intérprete femenina (elección de los fanáticos) | —                                                 |
| 2009 | Premios XRCO       | Nominada  | Actuación individual – Actriz                         | Roller Dollz                                      |
| 2010 | Premios AVN        | Nominada  | Mejor actriz                                          | One Last Ride                                     |
| 2010 | Premios AVN        | Nominada  | Mejor escena de sexo en grupo de chicas               | Sun Goddess: Malibu                               |
| 2010 | Premios AVN        | Nominada  | Mejor escena de sexo en parejas de chicas             | Bree & Sasha                                      |
| 2010 | Premios AVN        | Ganadora  | Mejor escena de sexo en trío de chicas                | The 8th Day                                       |
| 2010 | Premios F.A.M.E.   | Nominada  | El culo favorito                                      | —                                                 |
| 2010 | Premios F.A.M.E.   | Nominada  | Estrella femenina favorita                            | —                                                 |
| 2010 | Premios F.A.M.E.   | Nominada  | Estrella oral favorita                                | —                                                 |
| 2010 | Premios F.A.M.E.   | Nominada  | La chica más sucia del porno                          | —                                                 |
| 2010 | Premios F.A.M.E.   | Nominada  | Los senos favoritos                                   | —                                                 |
| 2010 | Premios XBIZ       | Nominada  | Artista femenina del año                              | —                                                 |
| 2011 | Premios AVN        | Nominada  | Estrella mixta del año                                | —                                                 |
| 2011 | Premios NightMoves | Ganadora  | Mejor presencia en línea (elección del editor)        | —                                                 |
| 2011 | Premios XBIZ       | Nominada  | Artista femenina del año                              | —                                                 |
| 2012 | Premios AVN        | Nominada  | Estrella mixta del año                                | —                                                 |
| 2012 | Premios AVN        | Nominada  | Mejor escena de sexo anal                             | Lex the Impaler 6                                 |
| 2012 | Premios AVN        | Nominada  | Mejor escena de sexo en solitario                     | Not Bionic Woman & the Six Million Dollar Man XXX |
| 2012 | Premios AVN        | Nominada  | Mejor sitio web de estrella porno                     | breeolson.com                                     |
| 2012 | Premios XBIZ       | Nominada  | Estrella mixta del año                                | —                                                 |
| 2012 | Premios XRCO       | Ganadora  | Favorita de los medios de comunicación para adultos   | —                                                 |
| 2013 | Premios AVN        | Nominada  | Mejor escena de sexo en trío – G/G/B                  | Cumgasm                                           |